# Lukas Jäger (Fußballspieler)
Lukas Jäger (* 12. Februar 1994 in Alberschwende) ist ein österreichischer Fußballspieler.

## Karriere

### Verein
Jäger begann seine Karriere beim FC Alberschwende, ehe er in die AKA Vorarlberg wechselte. 2011 schloss er sich dem SCR Altach an. Sein Debüt für die Profis gab er in der ersten Runde des ÖFB-Cups 2012/13 gegen den Floridsdorfer AC. Insgesamt lief er für den Verein und seine zweite Mannschaft über 180-mal auf und wurde mit ihm in der Saison 2013/14 Meister der zweitklassigen Ersten Liga.
Zur Saison 2017/18 wechselte er nach Deutschland zum Zweitligisten 1. FC Nürnberg, bei dem er einen Dreijahresvertrag erhielt. Vor seinem Debüt für die Profis kam der Verteidiger in der Regionalligamannschaft zum Einsatz. Mit den Franken wurde er Vizemeister der 2. Bundesliga 2018 und stieg somit in die Bundesliga auf, musste mit dem Club jedoch nach nur einer Saison den Wiederabstieg hinnehmen. Nach 14 Zweitligaeinsätzen für Nürnberg kehrte er im Jänner 2020 nach Österreich zurück und wechselte zum Bundesligisten SK Sturm Graz, bei dem er einen bis Juni 2022 laufenden Vertrag erhielt. Nach seinem Vertragsende bei Sturm verließ er den Klub nach der Saison 2021/22. Insgesamt kam er für Sturm zu 64 Bundesligaeinsätzen, in denen er zwei Tore erzielte.
Zur Saison 2022/23 kehrte Jäger dann zum Ligakonkurrenten Altach zurück, bei dem er einen bis Juni 2025 laufenden Vertrag erhielt.

### Nationalmannschaft
Ab der U16 spielte Jäger 48 Partien für alle Nachwuchsnationalmannschaften des ÖFB.

## Erfolge
SCR Altach
- Meister der Ersten Liga und Aufstieg in die Bundesliga: 2014

1. FC Nürnberg
- Aufstieg in die Bundesliga: 2018